# Алексеев, Павел Николаевич
Павел Николаевич Алексеев (ок. 1812 — 1881) — русский горный инженер, член Горного учёного комитета, тайный советник.

## Биография
Происходил из дворян Санкт-Петербургской губернии.
Учился в Горном институте, где кончил в 1834 году курс по второму разряду, с чином подпоручика. Службу начал на Камско-Воткинском заводе, в Вятской губернии. В 1840 году  был переведён на Ижорский завод, близ Петербурга — «для наблюдения за переделкой старой медной монеты в новую со счётом на серебро». С 1843 года работал на Санкт-Петербургском монетном дворе — до 1864 года, занимая в конце должность начальника химических производств. С конца 1855 года по 1859 год он занимал должность помощника управляющего Императорской Александровской мануфактуры; тогда же он был назначен членом Горного учёного комитета Министерства государственных имуществ.
Был произведён в действительные статские советники 31 марта 1868 года. В 1879 году вышел в отставку с производством в чин тайного советника.
Был награждён орденами Св. Станислава 3-й ст. (1844), Св. Анны 2-й ст. (1854), Св. Владимира 4-й ст. (1861).
Печатал свои статьи в «Горном журнале». Наиболее замечательные из них следующие: «Описание Лондонского монетного двора» (1846 г., ч. І, стр. 17), «Производство проб золота и серебра в Германии» (1864 г., ч. IV, стр. 384), «Управление монетными дворами и расходы по монетной части» (1866 г., ч. III, стр. 125), несколько статей о месторождении каменного угля в Новгородской губернии (1867 г., ч. II, стр. 193 и 401; 1868 г., ч. II, стр. 423; 1869 г., ч. II, стр. 351 и 1870 г., ч. IV, стр. 10 и 33). «История открытия каменного угля в московском бассейне» (1867 г., ч. IV, стр. 275) и «Печи, топимые светильным газом и маслами» (1866 г., ч. III, стр. 295)
Вместе с горным инженером А. А. Белозеровым, издал к юбилею Горного института книгу: «Минеральное топливо между Петербургом и Москвой…» (СПб.: тип. Экспедиции заготовления гос. бумаг, 1873. - [8], 108 с., 5 л. карт, черт.). В 1864 году он стал издавать журнал «Строитель, механик и технолог», преобразовав его из прекратившегося в то время журнала «Сельский строитель», но издание это просуществовало только три года. Затем вместе с редактором газеты «Народное богатство», Н. П. Балабиным, при содействии Е. Н. Андреева, он решил создать общество техников. Первые собрания для составления проекта устава происходили на квартире Алексеева, и по проекту, составленному Алексеевым и Балабиным, в 1866 году был утверждён устав Русского технического общества.